# Pekao Open 2003
Il Pekao Open 2003 è stato un torneo di tennis facente parte della categoria ATP Challenger Series nell'ambito dell'ATP Challenger Series 2003. È stata l'11ª edizione del torneo e si è giocato a Stettino in Polonia dal 15 al 21 settembre 2003 su campi in terra rossa.

## Vincitori

### Singolare
Nicolás Massú ha battuto in finale  Albert Portas con il punteggio di 6–4, 6–3.

### Doppio
Mariusz Fyrstenberg /  Marcin Matkowski hanno battuto in finale  Jaroslav Levinský /  David Škoch con il punteggio di 6–1, 7–5.